# 富森正因

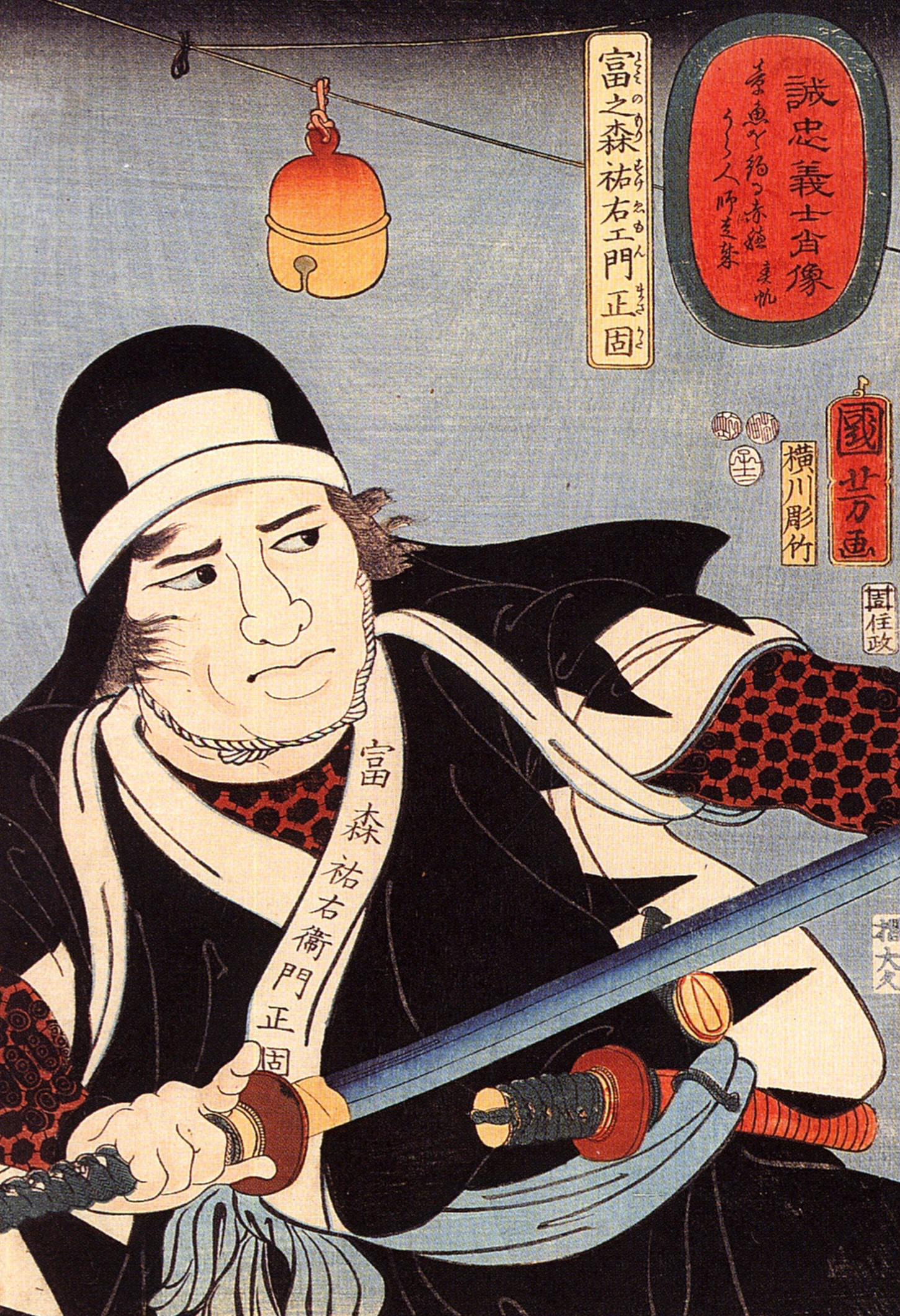
『誠忠義士肖像 富之森祐右衛門正固』（歌川国芳画）

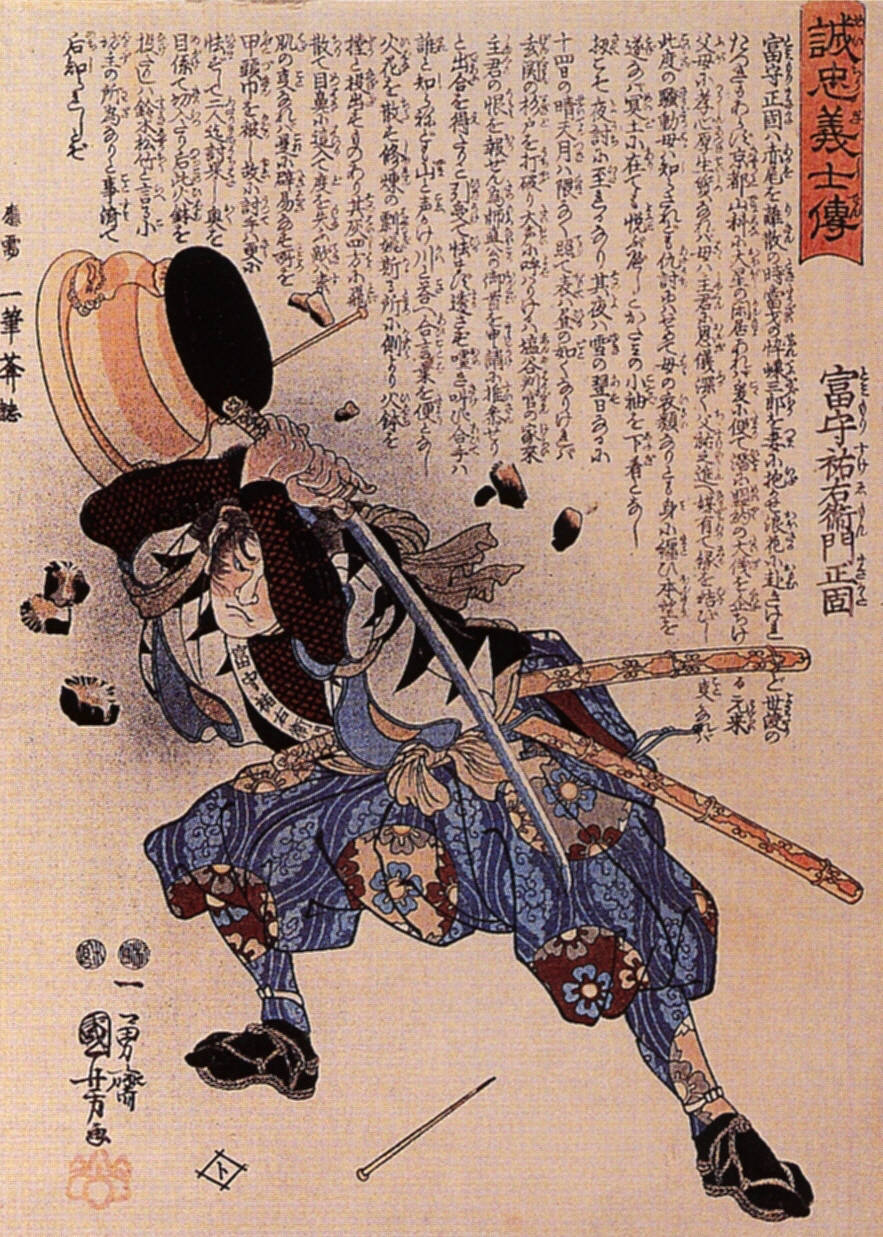
『誠忠義士傳 富守祐右衛門正固』（歌川国芳画）

富森 正因（とみのもり まさより、寛文10年（1670年） - 元禄16年2月4日（1703年3月20日））は、江戸時代前期の武士。赤穂浪士四十七士の一人。通称は助右衛門（すけえもん）。

## 前史
富森氏の先祖は吉田神龍院の社領・山城国紀伊郡富ノ森郷の大百姓・佐助だった。佐助の子孫である初代・助右衛門は富森姓を得て旗本・ 中根正盛に仕えた。その子・富森助太夫の時に浅野家に新規名抱えとなる。字は下手だったが、弁舌と政治力で留守居役に登りつめた。

## 生涯
寛文10年（1670年）、赤穂藩御留守居役・富森助太夫の子として誕生。母は山本源五右衛門の娘。
父が早くに死去したため幼くして浅野長矩に仕え、天和3年（1683年）に小姓になり、元禄3年（1690年）に江戸詰馬廻兼使番200石となった。いついかなる御用を仰せ付かってもよいように20両の金子を常に懐に入れていたという。また、俳諧をたしなみ水間沾徳に師事し、春帆と号した（ただし後に、水間は赤穂事件そのものは批判している）。
元禄6年（1693年）12月、備中松山藩水谷家が改易となり、浅野長矩が収城使に任じられると、江戸から国許へ下準備を知らせる急使に任じられ、通常15日かかるところ6日で赤穂に到着し、家中の者たちを驚かせている。また、長矩や大石が水谷家や松山領民から馬鹿にされたことに腹を立てている。
浅野長矩が勅使御馳走役に任じられ、元禄14年（1701年）3月、勅使が江戸へ下向すると高田郡兵衛と供に品川まで出迎え、伝奏屋敷まで案内している。しかし、同年3月14日、江戸城松之大廊下での吉良義央への刃傷により、浅野長矩が切腹。
赤穂藩改易後は、川崎の平間村で赤穂藩邸の有機肥料を買っていた豪農・軽部五兵衛宅に母の隠居所を建てて移り、山本長左衛門と変名して隠れ住んだ。平間村の隠居所は、元禄15年（1702年）10月、大石良雄の江戸下向に際しての宿に活用されている。
仇討ちが決まると、江戸の新麹町五丁目の借家へ移った。早水満尭が装う小間物屋の奉公人という触れ込みで吉良邸の探索を行い、屋敷の構造から屋内での戦いが主体となると考え、屋内戦に有利な9尺の短槍を考案した。
同年12月14日の吉良邸討ち入りでは表門隊に属して戦った。母から贈られた女小袖を肌につけ、姓名を記した合符の裏に「寒しほに身はむしらる丶行衛哉」と書いていた。武林隆重が吉良を討ち取り、間光興が首をはねた。
赤穂浪士一行は浅野長矩の墓所のある泉岳寺へ向かったが、正因は吉田兼亮とともに一行から離れて大目付仙石久尚の屋敷へ出頭して討ち入りの口上書を提出した。その後、大石良雄らとともに細川綱利の屋敷にお預けとなる。幕府が求めた親類書に妻子を記入しておらず、討ち入り前に絶縁したと思われる。
接待役の堀内伝右衛門は「富森はよく泣いていた」と記し、切腹の覚悟ができていたらしく「皆の遺体は泉岳寺の一か所にまとめて葬ってほしい」と堀内に依願していたという。
切腹の沙汰が伝えられた際には声を放って落涙した。元禄16年（1703年）2月4日、江戸幕府の命により氏家平七の介錯にて切腹。享年34。泉岳寺に埋葬された。戒名は、刃勇相剣信士。

## 後史
- 事件当時2歳だった正因の長男・長太郎（富森正福）は母方の叔父に預けられ、大赦後に壬生藩主で外様（譜代格）大名の加藤嘉矩（七本槍・加藤嘉明の玄孫、後に水口藩主）に仕え十人扶持の下士となった。また、正因の母は赤穂事件から半年後に頓死した。絶縁したにもかかわらず、弟・富森半左衛門は事件後、仕えていた小出家から放逐された。妹婿・赤尾金太夫も遠山家を追われ浪人となっている。
- 正福は自身の下僕を斬殺して加藤家を致仕、甲賀から江戸に出て、宝暦2年（1752年）に赤穂義士子孫で唯一、泉岳寺の浅野遺臣五十回忌に参加している（大石大三郎も生存しているが参加した記録がない）。正福の嫡男・正屋（まさいえ）は同9年（1759年）に死亡、そのあと富森正幸（正屋の義弟）も水口藩に仕え郷士から二人扶持の下士になったが、不正があり切腹させられた[10]。正幸の嫡男・正盈（まさみつ）はこれを逆恨み、告発した藩の目付を殺害した。寛政6年（1794年）、藩主・加藤明堯の命で富森正盈は死罪となり富森家は断絶した[11]。墓は水口（現・甲賀市）の玉臺寺にあったが荒廃し、現在は日本基督教団水口教会に属す。

## 創作
- 講談『赤穂義士銘々伝～富森助右衛門』では、内匠頭切腹の時、正因の母は深く憤り、不公平な裁きをした御政道を批判して、復仇をして武士としての本懐を果たすよう正因にいったとされる。助右衛門は小間物屋に扮し、得意のお世辞を駆使して吉良家中に取り入る。吉良家の和久半太夫から上野介在宅の日を探り出し、吉良邸への討ち入りは12月14日と決まった。討ち入り前に助右衛門は「子細があって遠国へ赴くので、当分家には戻れない」と母に伝え、同志の集う饂飩屋久兵衛の店に向かう[12]。
- 討ち入りの引き上げで、富森は倉橋伝助とともに深夜にもかかわらず酒屋に勝手に入り「酒を出せ」と脅した。主人は恐れ戦き、無理やり酒を出させられた。赤穂義士たちは店の前に酒樽を運び出し、大高子葉（源五）らが中心になり午前六時まで騒いだ[13][14]。

（『ちくま味噌』現当主・竹口作兵衞は「当時の店主は、赤穂義士に脅されて仕方なく、酒や料理を出したのである」と述べている。実際の義士一行は上杉家や津軽家の追撃を警戒し、飲食せずに泉岳寺に急いでいる。一行が粥をたくさん食べたのは泉岳寺においてである。）

## 遺品
- 酒薬缶・盃 - 称名寺所蔵[16]。
- 太刀  共国二尺八寸 - 熊本藩に伝承も細川重賢が投棄し散佚。
- 脇差  延寿国資 - 同じく細川重賢が投棄。
- 頭巾・呼子笛 - 同上。

## 注
1. ↑  慶長六年八月「富ノ森庄屋年寄宛命令書」（神龍院別当梵舜日記『舜旧記』）
2. ↑  「祖父助右衛門儀、中野壱岐守様ニ相勤在候。三十年以前病死仕候」（富森正因提出『親類書』）
3. ↑  赤穂義士会『忠臣蔵四十七義士全名鑑 子孫が綴る、赤穂義士「正史」銘々伝』（小池書院、2007年）
4. ↑  『沾徳随筆』より「浅野家滅亡之濫觴」
5. ↑  「備中松山城の受け取りに赴くも、小者に曳かせた馬上にて居眠りして進むを女共まで嘲笑す」（『翁草』）
6. ↑  川崎市Webより『市民ミュージアム』（川崎ロータリークラブ　本田和氏）
7. ↑  細川家文書「堀内重勝覚書」（安永7年写）
8. ↑  三田村鳶魚「赤穂義士 忠臣蔵の真相」（安永7年写）
9. ↑  「氏家平九郎」とするものもあり。
10. ↑  寛政五年改『諸士留帳』（甲賀市蜷川家所蔵）
11. ↑  『水口藩加藤家文書』（甲賀市教育委員会事務局）
12. ↑  『赤穂義士銘々伝～富森助右衛門』（口演：桃川鶴女）
13. ↑  福本日南『元禄快挙録』二百三十五
14. ↑  山崎美成『赤穂義士一夕話』七之巻には「酒屋市兵衛の店前で酒樽を開ける富森助右衛門」の挿絵が描かれている。
15. ↑  本郷和人『「お金」で読む日本史』122p (祥伝社、2022年）
16. ↑  『称名寺の文化財』（平成十四年十二月）